# John Davis Chandler
John Davis Chandler (28 de enero de 1935–16 de febrero de 2010), muchas veces acreditado simplemente como John Chandler, fue un actor estadounidense. 

## Vida
Chandler nació en Hinton, Virginia Occidental. Muere a los 75 años de edad en Toluca Lake, California.

## Carrera
Retrató al gánster Vincent Coll en la película de 1961 Mad Dog Coll. Apareció en varias películas del Oeste de Sam Peckinpah, y de televisión entre los 1960 y los 1990 como las series  El Hombre del Rifle, Ruta 66, El virginiano, Adam-12,  Gunsmoke, Walker, Texas Ranger, Colombo, Se ha escrito un crimen,  y Star Trek: Espacio Profundo Nueve. En 1962 Chandler apareció como un condenado fugado llamado Dog en El virginiano en el episodio titulado "El Brazen Campana."
| - Mad Dog Coll (1961) - Vincent "Mad Dog" Coll - Los jóvenes salvajes (1961) - Arthur Reardon - Pistolero del atardecer (1962) - Jimmy Hammond - La familia Calloway (1965) - Ollie Gibbons - Mayor Dundee (1965) - Jimmy Lee Benteen - Fui un ladrón (1965) - James Arthur Sargatanas, Walter's Henchman - El regreso de Ben Wyatt (1967) - Sundance - The Hooked Generation (1968) - Acid - Un hombre impone la ley (1969) - Deuce - Los forajidos de Río Bravo (1970) - Fair - Drag Racer (1971) - Dave - Círculo de fuego (1971) - Skeeter - Moon of the Wolf (1972) - Tom Gurmandy Jr. - Pat Garrett and Billy the Kid (1973) - Norris - Doble juego (1974) - Hombre con ortodoncia - La última emoción (1974) - Evans - Capone (1975) - Hymie Weiss | - Pisando fuerte 2 (1975) - Ray Henry - El fuera de la ley (1976) - First Bounty Hunter - Mako: The Jaws of Death (1976) - Charlie - Scorchy. Una rubia del calibre 38 (1976) - Nicky - Chesty Anderson, USN (1976) - Dr. Cheech - Doc Hooker's Bunch (1976) - Roy - Whiskey Mountain (1977) - Rudy - The Shadow of Chikara (1977) - Rafe - The Little Dragons (1979) - Carl - Cromwell, el rey de los bárbaros (1982) - Guard 1 - El triunfo de un hombre llamado Caballo (1983) - Mason - Aventuras en la gran ciudad (1987) - Bleak - Double Revenge (1988) - Big Charlie - Trancers II (1991) - Wino #1 - Only the Lonely (1991) - Duane Earl Tyrone - El cuerpo del delito (1993) - Dr. Novaro - Phantasma: El pasaje del terror (1994) - Henry - Carnosaur 2 (1995) - Zeb |